# Kerk in Wales
De Kerk in Wales (Engels: Church in Wales, Welsh: Yr Eglwys yng Nghymru) is een anglicaanse kerk in Wales. De kerk bestaat uit zes bisdommen. In tegenstelling tot de Kerk van Engeland is de Kerk in Wales geen staatskerk.
De Kerk in Wales is een provincie van de Anglicaanse Gemeenschap en erkent dan ook het primaatschap van de aartsbisschop van Canterbury. De aartsbisschop van Canterbury heeft echter geen formele macht in de Kerk van Wales.

## Geschiedenis
Het christendom kwam naar Wales in de Romeinse tijd. Sindsdien is er altijd een georganiseerde episcopaalse kerk geweest in Wales. Vanaf de middeleeuwen zou de Welshe kerk verbonden zijn met de Kerk van Rome. Vanaf de Engelse reformatie zou de kerk in Wales bij de Kerk van Engeland horen.
Sinds 1920 bestaat de Kerk in Wales. In 1914 was besloten in het parlement om de anglicaanse kerken van Wales en Engeland van elkaar te scheiden. De Kerk van Engeland bleef een staatskerk, maar de Kerk in Wales zou dat niet langer zijn. Door de Eerste Wereldoorlog duurde het na het besluit nog zes jaar voordat de Kerk in Wales niet langer bij de staatskerk van Engeland hoorde. Tegenwoordig is de Kerk in Wales volledig onafhankelijk van de Kerk in Engeland. Wel is de kerk onderdeel van de Anglicaanse Gemeenschap.

## Kerkleer
De Kerk in Wales sluit aan bij de overtuigingen van andere kerken uit de Anglicaanse Gemeenschap. Er zijn enkele kernpunten in de leer van de anglicaanse kerken:
- Jezus Christus is volledig mens en volledig God. Hij stierf en werd opgewekt uit de dood.
- Jezus is de weg tot het eeuwig leven voor hen die geloven.
- Het Oude en Nieuwe Testament zijn geschreven door mensen geïnspireerd door de Heilige Geest. De apocriefe boeken kunnen worden gebruikt in de eredienst, maar mogen niet gelden als onderbouwing van de kerkleer.
- Doop en eucharistie zijn de twee belangrijkste sacramenten van de kerk. Daarnaast kent de kerk de sacramenten vormsel, priesterwijding, huwelijk, boete en ziekenzalving.
- De kerk gelooft in hemel en hel en verwacht de wederkomst van Jezus in heerlijkheid.

Als autoriteiten voor het geloof gelden de Schrift, de traditie en de rede.

## Structuur
Tot 1920 waren er vier bisdommen in Wales. Daarna kwamen er twee bisdommen bij, waardoor er nu in totaal zes bisdommen zijn en evenzoveel bisschoppen. De titel van aartsbisschop van Wales wordt altijd gedragen door een van de zes bisschoppen. Er zijn tegenwoordig de volgende bisdommen:
- Bisdom Bangor
- Bisdom Llandaff
- Bisdom Monmouth
- Bisdom St Asaph
- Bisdom St David's
- Bisdom Swansea en Brecon

## Leden
De Kerk in Wales heeft 45.759 leden. De wekelijkse kerkgang ligt echter aanzienlijk lager. In 2006 zaten wekelijks gemiddeld 46.270 mensen in de kerken van de Kerk in Wales. De hoogste kerkgang was dat jaar met Pasen, toen 68.120 mensen de kerkzaal wisten te vinden.